# Torsten Waldemarsson
Karl Ebbe Torsten Waldemarsson, född 13 augusti 1919 i Gärdslösa socken, Kalmar län, död 18 februari 2004 i Kalmar, var en svensk målare och grafiker.
Han var son till Karl August Waldemarsson och Greta Charlotta Larsson och från 1953 gift med läraren Margherita Francolini. Waldemarsson studerade konst privat för Axel Kargel och Edvin Lindholm-Houge 1936–1937 och vid Slöjdföreningens skola i Göteborg 1947–1948 sant vid Konsthögskolans grafiska avdelning 1949–1950. Som Svenska institutets stipendiat studerade han i Paris 1949–1950. Separat har han ställt ut i bland annat Borgholm och han har medverkat i samlingsutställningar på Lorensbergs konstsalong, Konstfrämjandet och i Visby samt i utställningar med provinsiell konst. Vid sidan av sitt eget skapande ledde han sommarkurser i måleri och keramik i Italien 1954–1957. Hans konst består av stilleben och landskapsmåleri utfört i olja, akvarell, gouache och grafik samt Exlibris, heraldik och teaterdekorationer. Waldemarsson är representerad i Gustav VI Adolfs samling och Kalmar konstmuseum.